# محمد رشيد باشا
البكلربك محمد رشيد باشا هو سياسي عثماني شغل منصب والي دمشق منذ 1866 حتى 1 سبتمبر 1871.

## مناصبه
تولى المناصب التالية:
- والي دمشق (1866–1 سبتمبر 1871)